# Zajištěná cesta

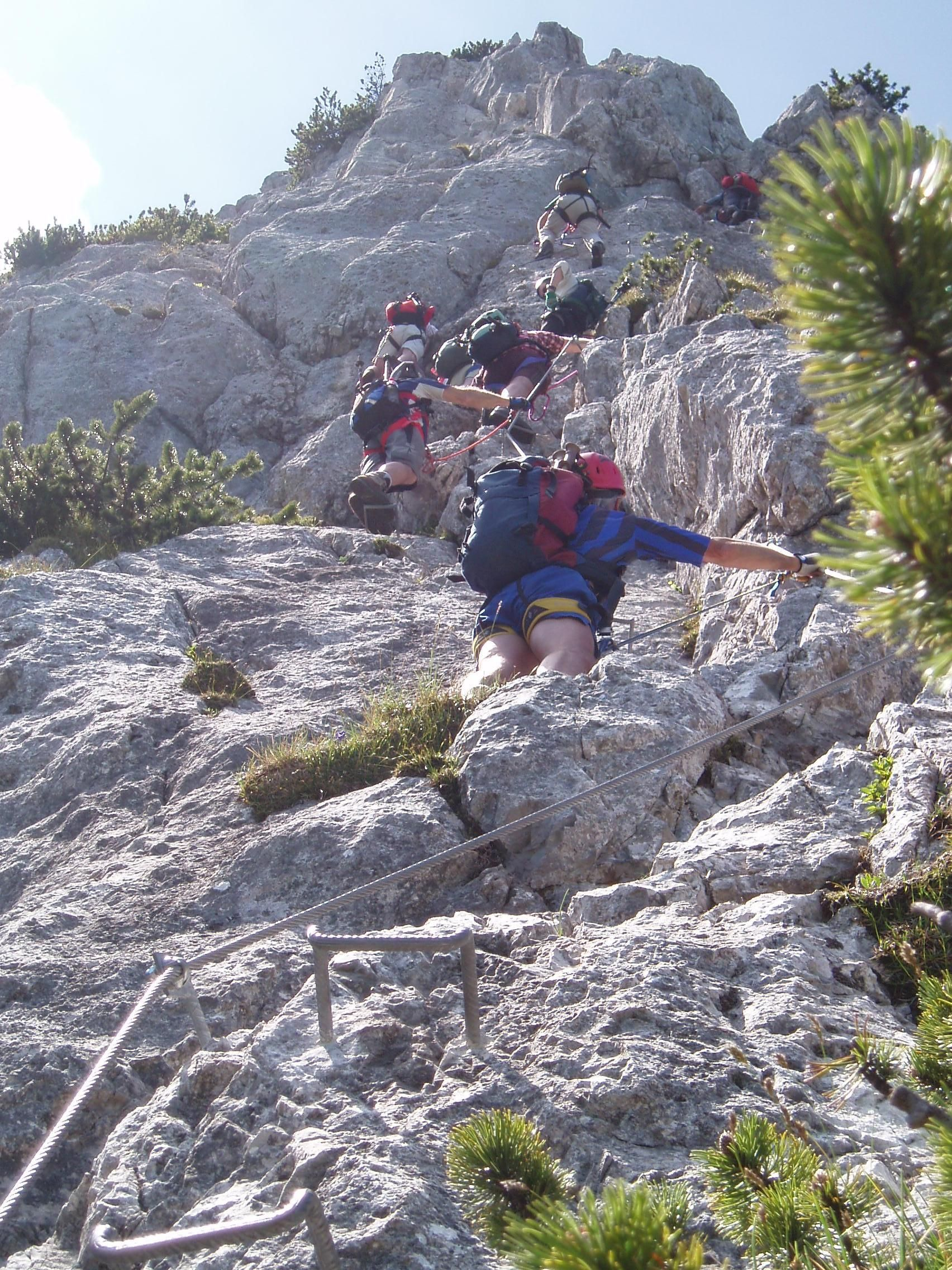
Pidinger Klettersteig

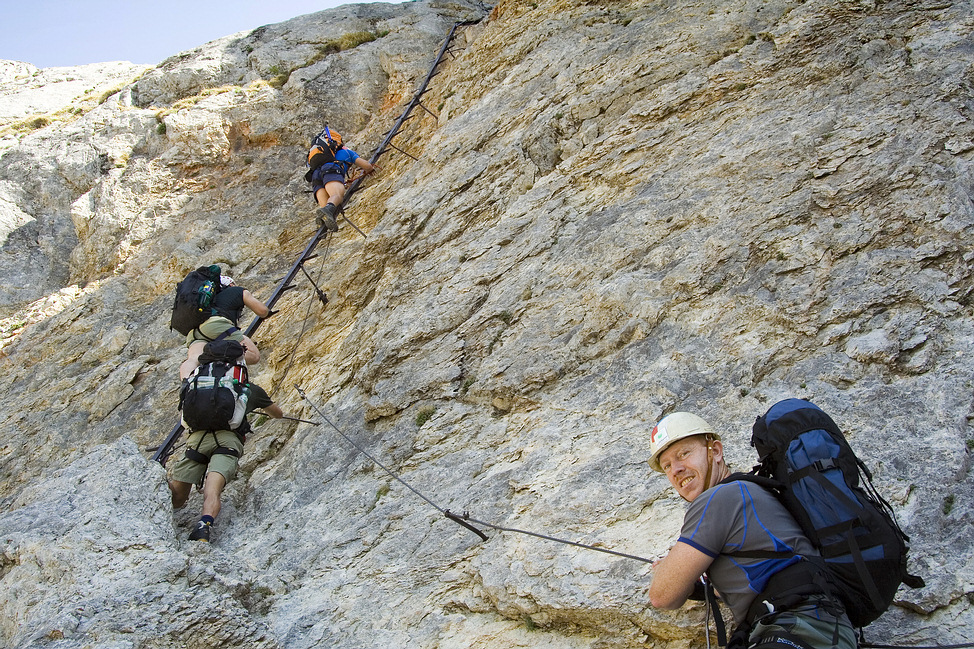
Hans von Haid steig (D) – pohoří Rax

Zajištěná cesta (nazývaná také ferrata podle italského označení Via Ferrata, časté je i německé označení Klettersteig, v praxi se prosazuje český pravopis feráta, výjimečně ferráta) je cesta v obtížně přístupném skalním či horském terénu, která je vybavena jisticím ocelovým lanem, železnými stupy, případně dalšími pomůckami pro výstup. Cílem takových úprav je zpřístupnění terénu i návštěvníkům, kteří nemají zkušenosti s horolezeckými výstupy.

## Vybavení zajištěných cest
Zajištěné cesty umožňují bezpečné zdolání i náročných horolezeckých částí díky fixnímu jištění.
Jisticí lano, v pravidelných intervalech spolehlivě ukotvené k pevné skále, slouží k zavěšení karabiny ze soupravy pro samojištění. Průběžné jisticí lano bývá u cest nejnižších obtížností používáno jako zábradlí – k přidržení rukou pro případ uklouznutí – zejména za mokra, na zbytcích sněhu nebo při námraze. Používá se i na přístupových cestách k horským chatám, kde prochází řada turistů.
Fixní lana na ferratách jsou různé síly – většinou v rozmezí 12–22 mm.
Dalšími umělými pomůckami bývají žebříky, řetězy, kramle, stupačky, lávky a čepy. Slouží jako stupy a chyty v místech, kde přirozený terén neposkytuje přirozené stupy a chyty.

## Obtížnost zajištěných cest
Označení obtížnosti se liší podle zvyklostí v konkrétní horské oblasti. Obtížnost se určuje podle obtížnosti nejtěžšího místa, celkové délky feráty a dalších okolností, které usnadňují, nebo naopak zhoršují lezení.
Příklady značení obtížnosti:

### Rakousko
- A – Zajištěné, jednoznačně vedené turistické cesty a velmi lehké zajištěné cesty – ferraty. Místy vedeny strmým skalním terénem, a to po přirozených skalních pásech nebo po umělých pomůckách (umělé stupy, lávky). Umělé jištění v podobě ocelových lan, řetězů nebo zábradlí slouží převážně jen ke zvýšení pocitu jistoty v exponovaném terénu, z technického hlediska však není nutné. Bez umělého zajištění by se jednalo o horolezecký terén stupně obtížnosti I. UIAA.
- B – Mírně strmý skalní terén. Umělé zajištění v podobě ocelových lan, kramlí, kolíků a žebříků slouží přímo k postupu vpřed. Některé pasáže jsou již namáhavé a vyžadují sílu. Bez umělého zajištění by se jednalo o horolezecký terén stupně obtížnosti max. II. UIAA.
- C – Strmý skalní terén. Umělým jištěním (ocelová lana, kramle, kolíky, žebříky) je opatřena převážná část celkové délky cesty a mohou být hůře dostupná pro nižší postavy. Časté svislé stěny s nataženým ocelovým lanem k jištění. Zajištěné úseky už vyžadují určitou sílu v pažích a při delším podniku jsou unavující a velmi namáhavé. Bez umělého zajištění by se jednalo o horolezecký terén stupně obtížnosti max. III. UIAA.
- D – Velmi strmý skalní terén, místy kolmé partie, místy dokonce převislé. Umělé jištění je realizováno většinou jen pomocí ocelových lan a příležitostně umělými stupy (kramle, kolíky). Místy značně exponované. Bez umělého zajištění by se jednalo o horolezecký terén stupně obtížnosti IV. UIAA. Předpokládá se, že lezec je trénovaný a ve výborné kondici. Je dobré použít obuv s podrážkou podobající se lezečkám. Cestou se lze setkat s úseky I.–II. UIAA, které nejsou odjištěny vůbec a je nutné je s jistotou překonat. Lze doporučit pouze dostatečně zkušeným vysokohorským turistům a horolezcům. Nezkušení by měli být jištěni zkušeným vůdcem nebo instruktorem.
- E – Místy extrémně exponované cesty via ferrata, vedené v kolmém skalním terénu s minimem přirozených stupů. Umělé zajištění je realizováno většinou jen pomocí ocelových lan a jen velmi málo umělými stupy (kramle, kolíky). Nejtěžší místa vyžadují použití horolezecké techniky nebo velkou sílu v pažích. Bez umělého zajištění by se jednalo o těžký horolezecký terén – místy stupně obtížnosti V.–VI. UIAA. Tyto zajištěné cesty už mají vysloveně sportovní charakter. Pouštět se do nich mohou jen velmi zkušení vysokohorští turisté a horolezci. Určeno jen pro specialisty a fajnšmekry. Klíčová místa jsou nebezpečná a vyžadují koncentraci. Běžně se vyskytuje lezení II. UIAA bez jištění. Nezkušení musí být zásadně jištěni zkušeným vůdcem nebo instruktorem. Tyto ferraty nemají za úkol lezci cestu usnadnit, ale naopak obtíže vyhledávají.
- F – Na ferratách v Rakousku i Německu se objevují i úseky o obtížnosti F. Většinou se jedná o nepříliš dlouhý úsek, kterému se lze vyhnout cestou, která odpovídá zbytku obtížnosti ferraty. Tyto úseky bývají dlouhé např. do 50 m. Jedná se o cestu v převisu kde je natažené jen jistící ocelové lano. Cesta bez dalších pomocných prvků jako jsou trny nebo stupínky. Instruktoři doporučují pouze fyzicky zdatným jedincům, kteří mají sílu v pažích vzhledem ke své hmotnosti a mají zvládnutou techniku lezení. Je-li to možné, doporučuje se lezce ferraty o obtížnosti F shora jistit pomocí lana. Jistí lezec, který úsek o obtížnosti F obešel po ferratě o nižší obtížnosti (např. ferrata Postalmklamm v Rakousku – její druhá část). Většinou je ale vzhledem k převislosti cest obtížnosti F možné horní dojišťování jen postupně, na velmi krátké úseky. Současně je nutné používat i standardní jištění pomocí ferratového setu, neboť při pádu a zhoupnutí se v převislém úseku by již lezec neměl šanci vrátit se zpět k ocelovému lanu.

### Česko a Slovensko
Obvykle se používá rakouské značení. V některých oblastech Česka se však lze setkat se značením cest odchylným asi o jeden stupeň. Stejná obtížnost cesty je v tomto případě v Česku označena nižším stupněm, než by byl použit v Rakousku. To znamená, že cesta, která by v Rakousku nesla označení obtížnosti D, je v tomto případě označena jen jako C. Uvedený způsob posunutého značení je použit zejména na cestách v Ústeckém a Středočeském kraji.
České cesty jsou často značeny jen jako celek a pro jednotlivé části není vzhledem k jejich krátké délce značení obtížnosti uváděno. Pro značení obtížnosti je také často na rozdíl od Rakouska zohledňována celkově kratší délka cest, což má za následek shora uvedené nižší hodnocení. V některých případech by to mohlo vést k podcenění obtížnosti nejtěžšího místa. O tomto způsobu značení se v popisech daných cest zmiňují i některé rakouské servery, např. 

### Itálie
- modré – snadné, odpovídá rakouskému A
- červené – středně náročné
- černé – výhradně pro zkušené, odpovídá rakouskému D, E

nové italské značení:
- F – facile – snadné
- MD – media difficoltà – středně obtížné
- D – difficile – obtížné
- MOD – molto difficile – velmi obtížné
- ED – estrema difficoltà – extrémně obtížné

### Doporučená výbava
Základním vybavením na výstup je sedací úvaz v kombinaci s hrudním úvazem (případně celotělový úvaz), horolezecká helma, ferátový jistící set včetně tlumiče pádu a ferátových karabin, odsedávací smyčka s horolezeckou karabinou. Doporučené jsou rukavice.
Na feráty se doporučuje nosit lano o délce cca 20 m, slaňovací a jistící pomůcky pro osoby, pro něž je feráta obtížná tak, že ji zdolají jen s největším vypětím sil. Lze ho použít pro spuštění osoby, dopomoc při výstupu, případně transport zraněných nebo vyčerpaných.
Další vybavení je stejné, jaké využívají všichni lidé, kteří se pohybují na horách a skalách – např. mapa, navigační přístroj GPS, mobilní telefon, lékárnička, píšťalka, nouzová zásoba jídla a pití, záložní oblečení, na delších túrách bivakovací vak.

## Významné zajištěné cesty[zdroj?]

### Česká republika
Nejznámější via ferratou v České republice je Via Ferrata Pastýřská stěna v Děčíně. Postavil ji Karel Bělina. Zájemcům je k dispozici celkem 16 různě obtížných výstupových cest.

### Alpy
| Název                            | Země      | Pohoří                  | Masiv                |
| -------------------------------- | --------- | ----------------------- | -------------------- |
| Via ferrata Ivano Dibona         | Itálie    | Dolomity                | Monte Cristallo      |
| Via ferrata Eterna               | Itálie    | Dolomity                | Marmolada            |
| Via ferrata Lipella              | Itálie    | Dolomity                | Tofana               |
| Via delle Bocchette              | Itálie    | Dolomity                | Brenta               |
| Via ferratta Brigata Tridentina  | Itálie    | Dolomity                | Sella                |
| Via ferrata Trinicee             | Itálie    | Dolomity                | Mesola               |
| Via ferrata Luigi Zacchi         | Itálie    | Dolomity                | Monte Schiara        |
| Via ferrata Alleghesi            | Itálie    | Dolomity                | Civetta              |
| Via ferrata Giuseppe Olivieri    | Itálie    | Dolomity                | Tofana               |
| Via ferrata Cesare Piazzetta     | Itálie    | Dolomity                | Sella                |
| Via ferrata Constantini          | Itálie    | Dolomity                | Moiazza              |
| Via ferrata Monte Albano         | Itálie    | Gardské hory            | Monte Albano         |
| Alta via Resiana                 | Itálie    | Julské Alpy             | Monte Canin          |
| Jóf Fuart Normalweg              | Itálie    | Julské Alpy             | Jôf Fuart            |
| Sentiero Leva                    | Itálie    | Julské Alpy             | Jôf di Montasio      |
| Via Italiana                     | Itálie    | Julské Alpy             | Mangart              |
| HTL-Steig, var. Blutspur         | Rakousko  | Gutensteinské Alpy      | Hohe Wand            |
| Ari - Schübel Weg                | Rakousko  | Gailtalské Alpy         | Leinzské Dolomity    |
| Hans von Haid-Steig              | Rakousko  | Rax                     | Preiner Wand         |
| Traunsee Klettersteig            | Rakousko  | Hornorakouské předhůří  | Traunstein           |
| Nacketer Hund                    | Rakousko  | Steinberge              | Hinterhorn           |
| Bert - Rinesch Klettersteig      | Rakousko  | Totes Gebirge           | Grosser Priel        |
| Zugspitze Westweg                | Rakousko  | Wetterstein             | Zugspitze            |
| Kaiserschützsenteig              | Rakousko  | Kaisergebirge           | Wilder Kaiser        |
| Watzmann-Überschreitung          | Německo   | Berchtesgadenské Alpy   | Watzmann             |
| Lysengratweg                     | Švýcarsko | Apennzellské Alpy       | Säntis               |
| Tälli Klettersteig               | Švýcarsko | Urnské Alpy             | Gadmerflue           |
| Ferrata Diavolo                  | Švýcarsko | Urnské Alpy             | Teufelsboden         |
| Via ferrata La Traditionelle     | Francie   | Provensalské Alpy       | Cime de la Bercha    |
| Ferrata des Gorges de la Durance | Francie   | Dauphineské Alpy        | Gorges de la Durance |
| Via ferrata des Bettieres        | Francie   | Masiv Mont Blanc        | Les Bettieres        |
| Mer de Glace Höhenweg            | Francie   | Masiv Mont Blanc        | Mont Blanc           |
| Bambergova pot                   | Slovinsko | Julské Alpy             | Triglav              |
| Fensterweg                       | Slovinsko | Julské Alpy             | Prisojnik            |
| Jalovec - Nordwestgrat           | Slovinsko | Julské Alpy             | Jalovec              |
| Jezerska Kocna Klettersteig      | Slovinsko | Kamnicko-Savinjské Alpy | Jezerska Kočna       |

Zajištěné cesty nejsou obvyklé jen v Alpách. Nalezneme je také v pohořích nealpských zemí, jako např. na Slovensku, v Polsku (Orla Perć), Rumunsku, Bulharsku, Španělsku (Pyreneje) aj.

### Karpaty
Malá Fatra, Roháče, Vysoké Tatry, Nízké Tatry, Slovenský ráj, Fagaraš, Retezat, Piatra Craiului Kremnické vrchy

### Balkánský poloostrov
Rila, Pirin

## Historie
Historie ferrat má více než 150letou tradici. Mnoho cest využívaných dnes jako Via ferrata jsou dávné zajištěné vojenské cesty, které umožňovaly a usnadňovaly někdejším vojákům, bojujícím často i na vrcholech hor, výstupy k jejich stanovištím. Vytvoření první opravdové ferraty je datováno na rok 1843 na normálce na vrchol Hoher Dachstein v Rakousku. Za stejným účelem a ve stejném duchu byla v roce 1869 zajištěna klasická cesta na Grossglockner a od roku 1880 se začínaly objevovat krátké zajištěné úseky ve východních stěnách Brenty. Všechny tyto cesty byly dílem DÖAV (Deutscher und Österreichscher Alpenverein; česky Rakousko-německý alpinistický spolek), protože do roku 1918 byla celá tato oblast součástí Rakouska-Uherska.
První světová válka v letech 1915–1918 způsobila dočasný pád turismu, ale rakouští i italští vojáci budovali při střežení hranic ve stěnách dolomitských vrcholů žebříky, dolovali galerie a tunely a exponovaná místa opatřovali lany. Mnoho cest potom navázalo na vojenské buď jen zčásti, nebo zcela. V současnosti jsou budovány ferraty nové generace, které nemají návštěvníkovi průstup usnadnit, ale naopak obtíže spíše vyhledávají.